# KY Cygni
KY Cygni è una stella supergigante rossa (tipo spettrale M3m) situata nella costellazione del Cigno. È una delle stelle più grandi conosciute, con un diametro che a seconda delle fonti si estende da 1000 a 1420 volte quello del Sole. È anche una variabile semiregolare, la sua magnitudine apparente varia da +13,5 a 15,5 e si trova approssimativamente a 5000 anni luce dal nostro Sistema solare.

## Caratteristiche
Le sue proprietà sono incerte, tranne la temperatura che è intorno a 3.500 K. Un modello basato sulla luminosità infrarossa in banda K fornisce una luminosità di 273000 L⊙, corrispondente a un raggio di 1420 R⊙. Un altro modello basato sulla luminosità nel visibile fornisce una luminosità inaspettatamente grande di oltre un milione di volte di quella solare, con la differenza dovuta principalmente alle ipotesi sul livello di estinzione. Il raggio corrispondente alla luminosità maggiore sarebbe 2850 R⊙, valore improbabile poiché sarebbe più grande del previsto per qualsiasi supergigante rossa.
Più recentemente, l'integrazione delle distribuzioni spettrali di energia su una gamma completa di lunghezze d'onda fornisce una luminosità di circa 150000 L⊙, che dà come risultato un raggio poco superiore a 1.000 volte quello del Sole considerando una distanza di 4900 anni luce dalla Terra. Un altro calcolo basato invece su una rilevazione del satellite Gaia del 2019 che forniva una distanza di soli 1059 parsec, dava come risultato un raggio di 672 R☉. Tuttavia, la parallasse misurata successivamente dallo stesso satellite nel 2022 dà come risultato un distanza di circa 4900 anni luce.